# Нікатор
Нікатор (Nicator) — рід горобцеподібних птахів, єдиний у родині Nicatoridae. Включає 3 види.

## Таксономія
Таксономічні зв'язку роду тривалий час були незрозумілими. Спочатку рід був поміщений в родину сорокопудових. У 1920-х роках Джеймс Чапін вказав на подібності між нікаторами, бюльбюлевими і гладіаторовими. У 1943 році Жан Теодор Делякур помістив рід в родину бюльбюлевих. Сторрс Олсон стверджував, що найближчими родичами були гладіаторові, оскільки у нікатора відсутнє окостеніння ніздрів, виявлене у всіх інших бюльбюлевих. Низка характеристик, в тому числі положення вій, гнізда і вокалізація, роблять рід унікальним, а молекулярне дослідження ДНК 2005 року показало, що його потрібно розглядати у складі монотипової родини Nicatoridae, як це роблять деякі видання, наприклад «Контрольний список птахів світу Клеменса» (The Clements Checklist of Birds of the World) 2010 року..

## Поширення
Нікатори поширені в Субсахарській Африці. У західній частині ареал неперервний, у східній частині ареалу нікатори мають мозаїчне і фрагментарне поширення. Трапляються у різноманітних лісових та лісостепових біотопах.

## Опис
Тіло завдовжки від 16 до 23 см. Самці значно важчі за самиць, наприклад, самці нікатора західного важать 48-67 г, тоді як самиці - 32-51 г. Нікатор жовтогорлий набагато легший, він важить всього 21-26 г. У нікаторів важкі закручені дзьоби. Оперення птахів на спині, хвості і крилах в основному оливкове, з жовтими плямами на крилах, а нижня частина тулуба білувата або світло-сіра.

## Види
- Нікатор західний (Nicator chloris)
- Нікатор східний (Nicator gularis)
- Нікатор жовтогорлий (Nicator vireo)